# Ctenium
Ctenium là một chi thực vật có hoa trong họ Hòa thảo (Poaceae).

## Loài
Chi Ctenium gồm các loài: